# Botschaft des Vereinigten Königreichs (Bonn)
Die Botschaft des Vereinigten Königreichs in der Bundesrepublik Deutschland hatte von 1955 bis 1999 ihren Sitz im Bonner Parlaments- und Regierungsviertel. Das ehemalige Kanzleigebäude der Botschaft, erbaut 1952/54, befand sich an der Ostseite der Friedrich-Ebert-Allee (Bundesstraße 9) nördlich der Kreuzung mit der A562 im Ortsteil Gronau. 2003 wurde es abgebrochen.

## Geschichte
Als Alliierte Kontroll- und Besatzungsmacht unterhielt das Vereinigte Königreich von Großbritannien und Nordirland nach Gründung der Bundesrepublik Deutschland 1949 zunächst keine Botschaft am Regierungssitz Bonn. Die britische Hochkommission hatte ihren Sitz 1950 in Köln-Wahn genommen. In Erwartung der näherrückenden Aufhebung des Besatzungsstatuts begannen frühzeitig Planungen für die damit verbundene Umwandlung der Hochkommission in eine, personalmäßig weniger stark besetzte, Botschaft. Mit dem Bau für das zukünftige britische Botschaftsgebäude wurde 1952 begonnen, bereits am 6. November fand das Richtfest statt.

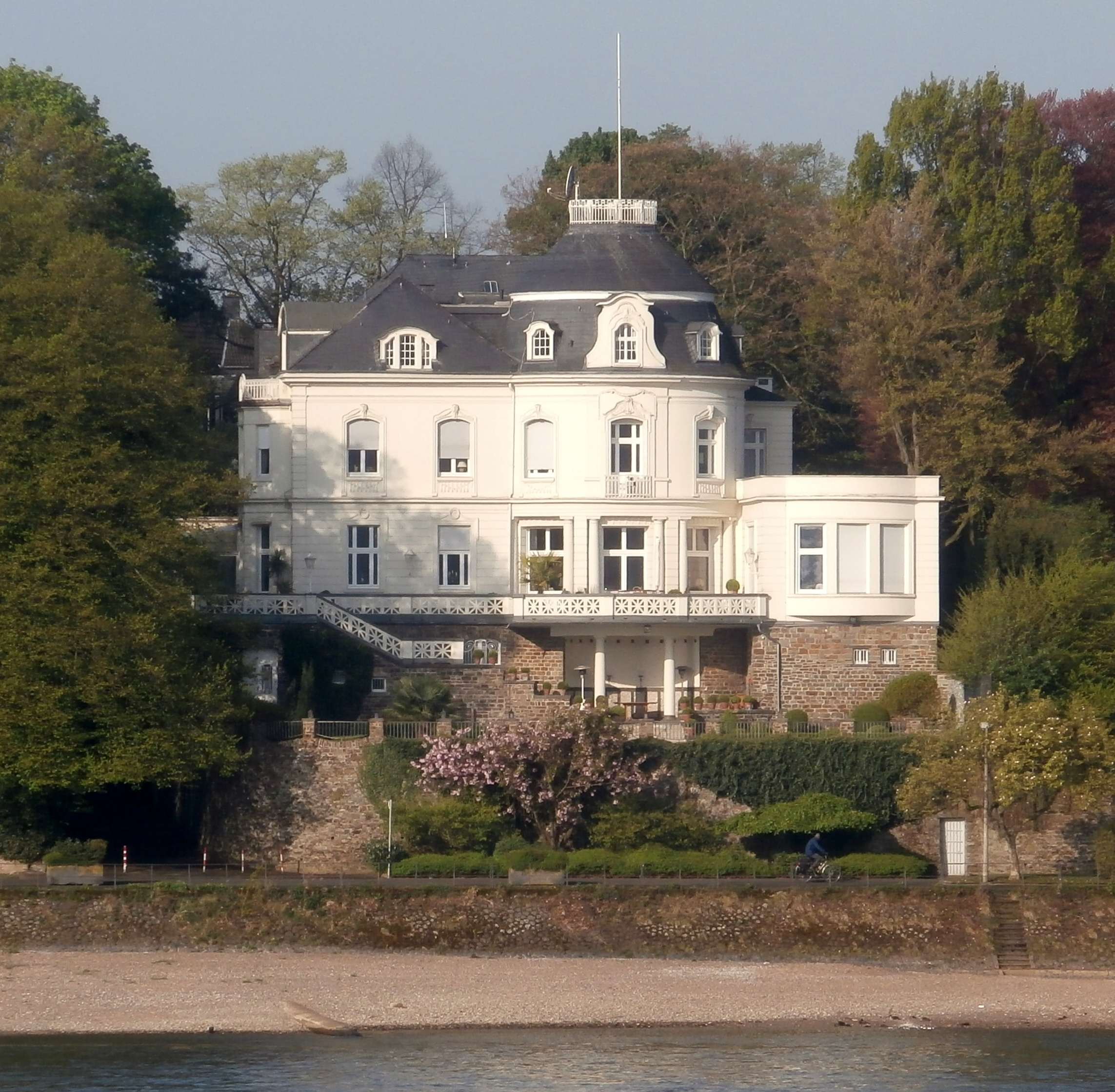
Villa Heisterbachstraße 39, Residenz der Botschaft

Am 5. Oktober 1953 erfolgte die offizielle Eröffnung des schlicht gehaltenen Neubaus. Er diente zunächst noch als Sitz der nun von Wahn umziehenden britischen Hochkommission. 1954 wurde rückwärtig ein Erweiterungsbau erstellt. Erst mit Inkrafttreten der Pariser Verträge am 5. Mai 1955 kam es zur Umwandlung der Hochkommission in eine Botschaft des Vereinigten Königreichs. Sie war die einzige der drei westlichen Alliierten Kontrollmächte, die im Bereich des sich entwickelnden, aber zunächst noch weitgehend unbebauten Parlaments- und Regierungsviertels entstand. Anfangs beschäftigte die Botschaft etwa 170 Mitarbeiter, die in 85 Büros untergebracht waren. Die Kulturabteilung (Universities Section) war zunächst in der Villa Wilhelma in Bad Godesberg als einem vormaligen Standort der britischen Hochkommission beheimatet. Als Residenz der Botschaft, Wohnsitz des Botschafters, diente die Villa Heisterbachstraße 39 am Rheinufer in Bad Godesberg; für den Gesandten wurde ein Wohnhaus im Bad Godesberger Ortsteil Rüngsdorf (Fasanenstraße 25) vorgehalten und erworben. Ein – jedoch nicht der Botschaft zugeordneter – Verbindungsstab der britischen Streitkräfte befand sich in der Villa Spiritus. Als Schulen für die Kinder von Angehörigen der britischen Botschaft bestanden in Bonn die British Embassy Preparatory School und die British High School (seit 1997 Bonn International School).
Im Zuge der Verlegung des Regierungssitzes zog die Botschaft im Spätsommer 1999 nach Berlin um, die letzten Mitarbeiter verließen das Gebäude im November 1999 (→ Britische Botschaft in Berlin). In Bonn verblieb zunächst, in angemieteten Räumen der vormaligen litauischen Botschaft in der Südstadt (Argelanderstraße 108a), eine Außenstelle der Botschaft für die Bereiche Landwirtschaft sowie Forschung und Technologie mit zwei Diplomaten und elf Ortskräften, die im August 2002 geschlossen wurde. Das ehemalige britische Botschaftsgebäude stand seit dem Umzug nach Berlin leer und wurde ebenso wie einige benachbarte Gebäude (darunter die nördlich angrenzende CDU-Parteizentrale) von der Deutschen Telekom angekauft und im Herbst 2003 abgerissen, um dort von 2006 bis 2008 den Office Port Bonn (eine Erweiterung der Konzernzentrale) zu errichten. Das Grundstück der ehemaligen Botschaft selbst ist zurzeit noch unbebaut.

## Gebäude
Die britische Botschaftskanzlei war ein dreigeschossiges, verputztes und flachgedecktes Bürogebäude auf U-förmigem Grundriss. An der vorspringenden Südseite der Straßenfront war es mit Schiefer verkleidet, mit dem Wappen des Vereinigten Königreichs geschmückt und mit einem Balkon versehen. Der Eingang befand sich am Übergang zu diesem südlichen Gebäudeflügel, der zuletzt die Haustechnik beherbergte. Die für ein Botschaftsgebäude üblichen Elemente der Repräsentation fehlten weitgehend.

## British Embassy Preparatory School

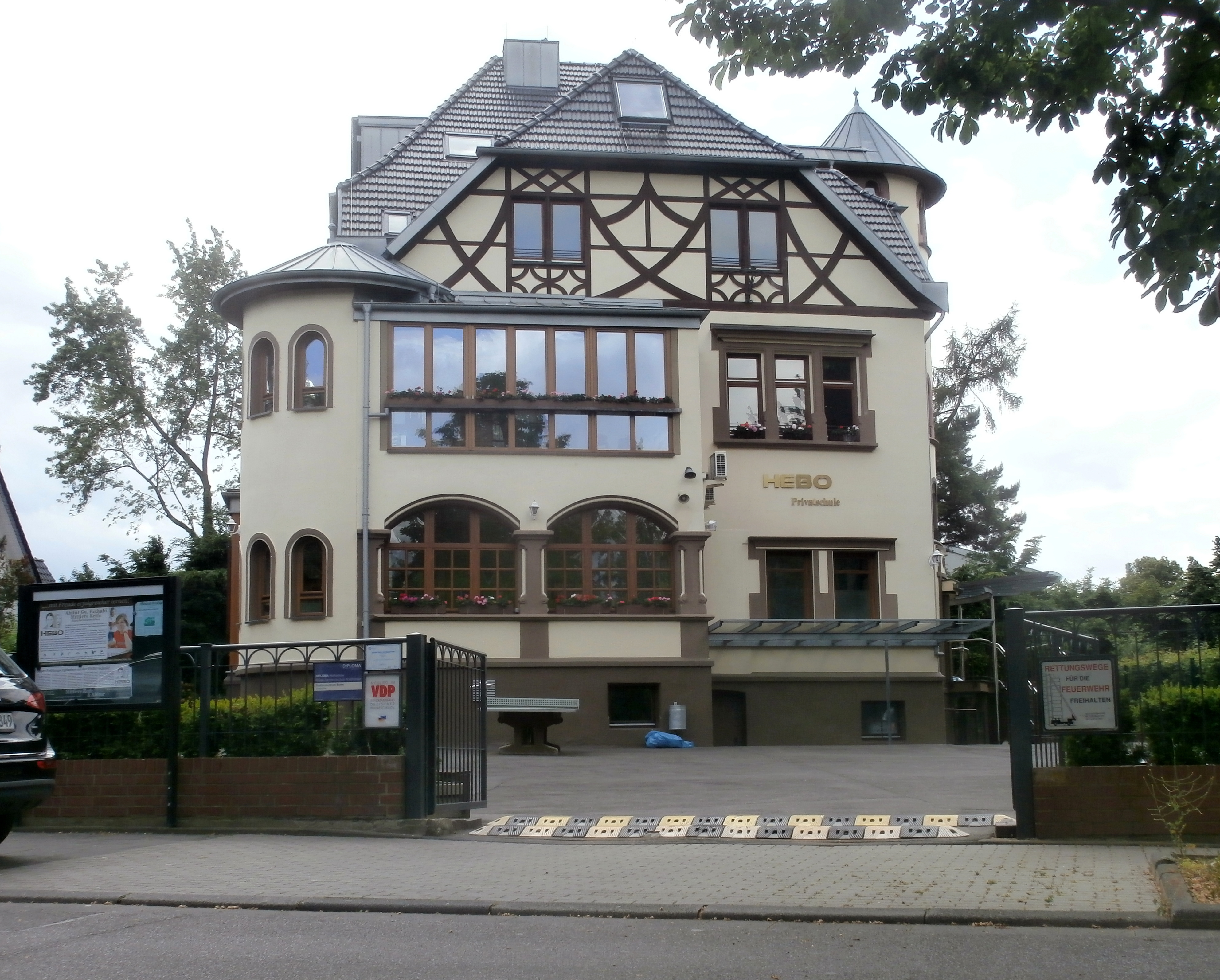
Villa Am Büchel 100, bis 1978 Schule der britischen Botschaft

Als Schule der britischen Botschaft, die aber auch Kindern aus anderen Ländern offenstand, wurde auf Initiative einer Gruppe von Eltern 1963 die British Embassy Preparatory School (BEPS) gegründet, die als älteste internationale Privatschule in Bonn gelten kann. Sie war zunächst im Bad Godesberger Ortsteil Friesdorf und später in einer Villa im Ortsteil Plittersdorf (Am Büchel 100) beheimatet, bevor sie im September 1978 in einen von der Stadt Bonn bereitgestellten Schulbau im Ortsteil Heiderhof (Tulpenbaumweg) umzog. Ein einstöckiger Erweiterungsbau wurde am 3. November 1987 von Prinz Charles und Prinzessin Diana eingeweiht; 1989 folgte eine zweistöckige Erweiterung. Im Jahre 1996 besuchten 203 Kinder aus 35 Nationen die Schule. 1997 wurde die Schule aufgrund des anstehenden Umzugs der britischen Botschaft nach Berlin (1999) in Independent Bonn International School (IBIS) umbenannt, die seit 2001 vom gleichnamigen Förderverein getragen wird und den Status einer Ersatzschule der Primarstufe erhielt. Sie ist noch heute ein anerkanntes Mitglied des Council of British Independent Schools (COBIS) und wird daher vom Independent Schools Inspectorate (ISI) inspiziert.